# Lagocephalus lagocephalus
Il capolepre (Lagocephalus lagocephalus) è un pesce di mare appartenente all'ordine Tetraodontiformes ed alla famiglia Tetraodontidae.

## Distribuzione ed habitat
Il suo areale va dalla Manica a tutte le coste dell'Africa tropicale. È presente in tutto il Mar Mediterraneo dove però è raro.
Il suo habitat è in acque aperte, mai troppo al largo però, né troppo lontano dal fondo.

## Descrizione
Come tutti i pesci palla ha un aspetto molto caratteristico: pinne dorsale e anale molto arretrate e quasi simmetriche, capo caratteristico con bocca fornita di soli 4 denti molto robusti, corpo con sezione pressoché quadrangolare, assenza di pinne ventrali. La pinna caudale ha il lobo inferiore più lungo.
La livrea è caratteristica ed è il miglior criterio per distinguerlo da specie affini, il dorso è infatti di colore blu, i fianchi bruni ed il ventre bianco mentre le pinne sono tutte scure.
Le dimensioni possono giungere a 65 cm.

## Alimentazione
Si nutre di invertebrati bentonici a guscio duro come Crostacei e Molluschi che tritura con i robusti denti.

## Riproduzione ed abitudini
La sua biologia è poco nota.

## Pesca
Si cattura solo occasionalmente.

## Pericolosità
Sebbene la sua tossicità non sia accertata numerose specie appartenenti allo stesso genere hanno carni, pelle e viscere altamente tossiche a causa dell'alto contenuto di tetrodotossina, veleno mortale per l'uomo. Inoltre può creare qualche rischio a causa della potente dentatura capace di provocare ferite anche gravi.